# Cicindela plutonica
Cicindela plutonica är en skalbaggsart som beskrevs av Thomas Casey 1897. Cicindela plutonica ingår i släktet Cicindela och familjen jordlöpare.

## Underarter
Arten delas in i följande underarter:
- C. p. leachi
- C. p. plutonica